# 遮斷機
遮斷機，俗稱柵欄、升降桿，是一種用以暫時阻擋車輛的裝置。最常見於平交道（確保火車優先通過）、收費站、停車場出入口、公家機關入口或邊境口岸等處。

## 概要
一組遮斷機可以區分為遮斷桿和馬達兩部分，全自動操作。

## 類型

### 臂木式
是目前最廣泛使用的遮斷機種類。收費站與停車場通常只設一組；平交道通常兩側會各設一組，若路幅寬廣則會設置四組，更寬大的道路則會設置八組。另外，若道路幅員寬廣或者停車場樓層高度較低則會採用曲折型遮斷桿。

### 升降式

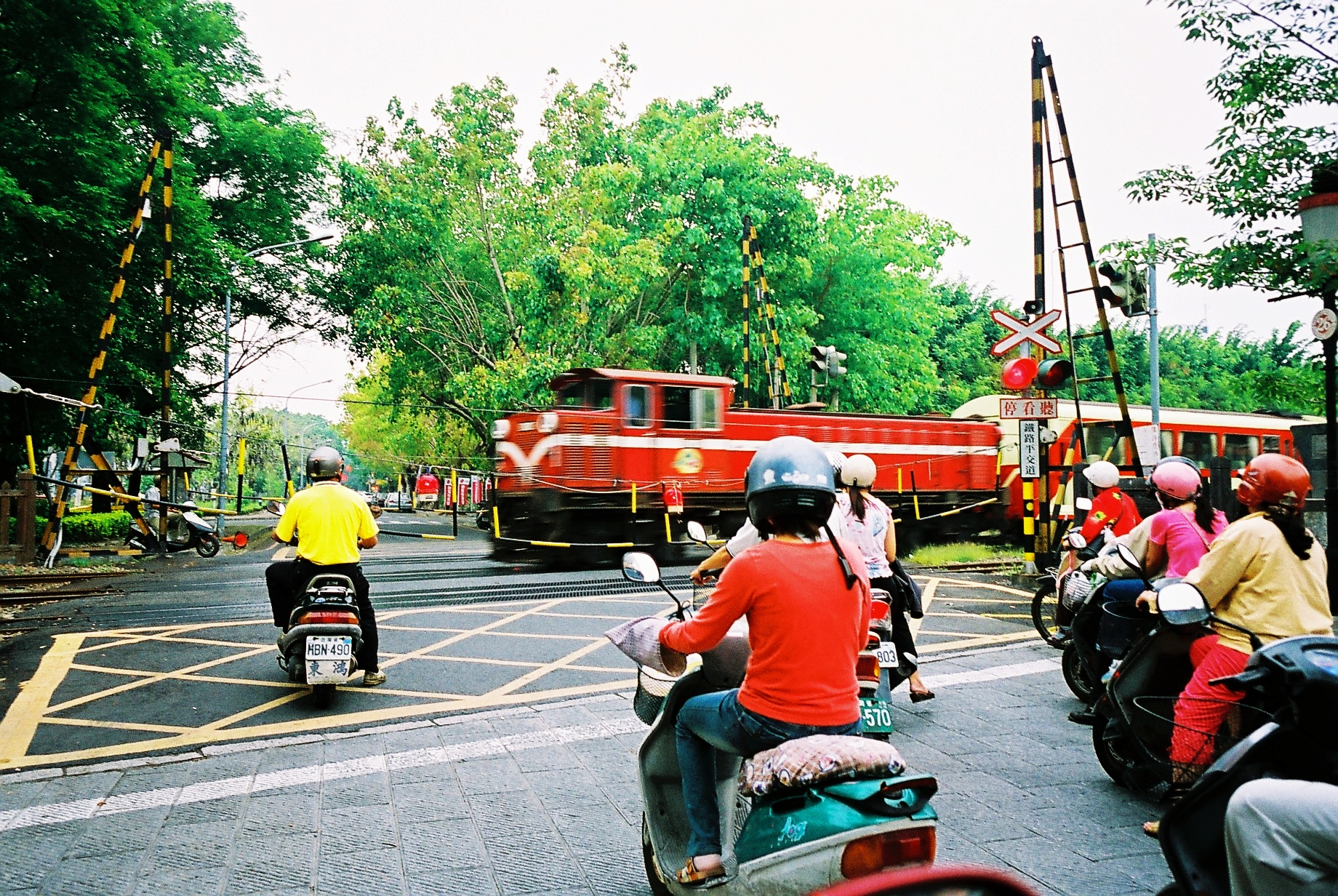
升降式平交道（阿里山林鐵）

本類遮斷機又稱截斷式遮斷機。以鋼索攔截道路，兩旁會各有一座三角架或直立塔柱及一組滑輪帶動升降。
台鐵過去有相當多的平交道採用本類型遮斷機，但是隨著曲折型遮斷桿的普及，此類型已逐漸汰除。目前僅剩宜蘭南澳、花蓮北埔、湖口唐榮、通霄台鹽、烏日永豐餘、烏日貨櫃場等6處保留。其他鐵路平交道則有阿里山林鐵嘉義北門；糖鐵八翁線新營廠前；糖鐵馬公厝線虎尾中山路、中正路、林森路等。

## 外部連結
http://www.kyosan.com.tw/upload/userfiles/14108428391888478884.pdf 京三公司遮斷機目錄 PDF